# Karl Reinhardt (pédagogue)
Pour les articles homonymes, voir Karl Reinhardt et Reinhardt.
Karl Paul Friedrich Reinhardt (né le 12 juillet 1849 à Puderbach et mort le 4 octobre 1923 à Salem) est un professeur et un réformateur scolaire allemand.

## Biographie
En tant que fils de Karl Andreas Reinhardt et neveu de Carl Johann Freudenberg (de), il étudie au lycée de Weilbourg. Il étudie ensuite à Bâle, Bonn et Berlin. En 1873, il termine ses études par un doctorat et devient enseignant à Bielefeld. Reinhardt enseigne au lycée de la ville de Francfort-sur-le-Main de 1880 à 1884. Après deux ans en tant que directeur du lycée à Detmold, il retourne à Francfort pour prendre la direction du lycée de Francfort en 1886 en tant que successeur de Tycho Mommsen. En Prusse, il y a une discussion animée sur la réforme des lycées. Avec le soutien du maire de Francfort de l'époque, Franz Adickes (de), il prépare une réforme fondamentale du lycée municipal. Dans son mémoire Die Frankfurter Reformplanes, publié en 1892, il présente le programme de Francfort avec le français comme première langue étrangère, le latin comme seconde et le grec et l'anglais comme troisième.
La même année, le lycée de Francfort est divisé en deux branches, dont l'une est restée fidèle au modèle traditionnel de la vieille langue, tandis que l'autre introduit le modèle de réforme. En 1897, l'école est divisée:
- Le lycée Lessing poursuit la tradition du lycée humaniste de l'ancien emplacement de la Junghofstrasse.
- Le lycée Goethe est nouvellement fondé en tant que lycée réformé et fonctionne selon le programme de réforme de Reinhardt. Il emménage dans un nouveau bâtiment sur la Bahnstrasse (aujourd'hui Friedrich-Ebert-Anlage (de)).

Reinhardt reprend la direction du lycée Goethe, dont il reste directeur jusqu'en 1904. Il devient le modèle de toutes les écoles réformées de Prusse. En 1904, Reinhardt devient directeur ministériel et véritable conseiller secret au ministère prussien de l'Éducation, où il reste jusqu'en 1919.
Reinhardt est personnellement ami avec le prince Max de Bade, propriétaire du château de Salem. Tous deux sont considérés comme les fondateurs du pensionnat Schloss Salem. Kurt Hahn est appelé. À l'initiative de Reinhardt, le prince Max de Bade met cette propriété à disposition du nouvel internat de Salem. Les réformes de Reinhardt doivent y être mises en œuvre. De 1920 à 1923, il devient le premier directeur du pensionnat Schloss Salem, où il meurt le 4 octobre 1923.
Reinhardt est de 1888 à 1902 dans le comité administratif de l'Évêché libre allemand (de), dont 1888 à 1890 et 1899 à 1900 en tant que président. Ses fils sont le philologue classique Karl Reinhardt (1886-1958) et l'entrepreneur Herbert Reinhardt.
Reinhardt épouse Auguste Freudenberg, la fille de Carl Johann Freudenberg (de), le fondateur du groupe Freudenberg, toujours existant aujourd'hui.
Ses contacts avec le prince Max de Bade sont le fruit de relations familiales, car les Reinhardt financent la noblesse de Hesse et de Bade par l'intermédiaire de la maison de banque Reinhardt et de Johann Wilhelm Reinhardt (de), entre autres.
En outre, les Reinhardt sont également liés aux industriels Freudenberg par l'intermédiaire de leur mère Catharina Freudenberg, née Reinhardt du fondateur de l'entreprise Carl Johann Freudenberg, ainsi qu'aux familles de fabricants et d'industriels et aux familles de banquiers Bassermann (de), Fries, Ladenburg (de) et Thorbecke. Ces derniers financent également la noblesse et les villes, tandis que la famille Fries finance également la famille impériale autrichienne.